# Горан Смиљанић
Горан Смиљанић (Нови Сад, 31. јануар 1990) је српски фудбалер.

## Каријера
Фудбалом је почео да се бави у Крчедину, затим је годину тренирао са петлићима Кабела а онда је прешао у Војводину. Као 17-годишњак је дебитовао за први тим Војводине, у другом делу сезоне 2006/07, код тренера Милована Рајевца. Први суперлигашки гол је постигао 12. маја 2007, у поразу од Црвене звезде 4:2 на Маракани. Против истог противника је наступио и у финалу Купа Србије 2007, када је београдски клуб славио са 2:0.
Први међународни наступ за Војводину је забележио 2. августа 2007. против малтешког Хибернијанса у 1. колу квалификација за Куп УЕФА. У 2. колу квалификација новосадски клуб је играо са мадридским Атлетиком, а Смиљанић је у овом двомечу ушао на терен у другом полувремену утакмице на Висенте Калдерону у којој је Атлетико славио са 3:0 головима Родригеза, Агвера и Форлана. Смиљанић је на почетку сезоне 2007/08. наступио на два првенствена меча, док је још Рајевац био тренер. У септембру 2007. на клупу Војводине уместо Рајевца долази Ивица Брзић, код кога Смиљанић није забележио ниједан наступ до краја ове сезоне. Први део сезоне 2008/09. је као позајмљени играч Војводине наступао за Инђију у Првој лиги Србије. За други део сезоне се вратио у Војводину, али није забележио ниједан наступ. У сезони 2009/10. је као резервиста забележио осам првенствених наступа.
У сезони 2010/11. је наступио на седам првенствених утакмица, све током јесењег дела сезоне јер је пролећни део пропустио због суспензије. Смиљанић је наиме у децембру 2010. пао на допинг контроли. Он је тестиран 6. новембра 2010, после утакмице са чачанским Борцем, а у његовој крви нађена је забрањена супстанца, карбокси ТХЦ, односно марихуана. Клуб га је након тога суспендовао, а потом га је и Дисциплинска комисија ФСС казнила са шест месеци одсуства са терена. Док је био под суспензијом, Смиљанић је направио још један инцидент. У фебруару 2011, у Сремским Карловцима, по изласку са друштвом из кафића у раним јутарњим часовима је ударио полицајца.
Смиљанић је поново заиграо за Војводину од сезоне 2011/12. У тој и у наредној сезони је забележио тек двадесетак наступа, улазећи на терен углавном са клупе за резервне играче. У лето 2013. је напустио Војводину и прешао у Бежанију са којом је наступао у Првој лиги Србије. Након тога је у истом рангу такмичења наступао за Инђију и Колубару. У јуну 2016. се поново вратио у суперлигашки фудбал након што је потписао уговор са ОФК Бачком. У клубу из Бачке Паланке је провео једну полусезону, а онда је други део ове сезоне провео наступајући у Војвођанској лиги за Хајдук из Бешке.
Сезону 2017/18. је провео у Бежанији, а лета 2018. по четврти пут у каријери постаје играч Инђије. За Инђију је током јесењег дела сезоне 2018/19. постигао пет голова у Првој лиги Србије, да би у фебруару 2019. прешао у суперлигаша Рад. За клуб са Бањице је током календарске 2019. одиграо 26 суперлигашких утакмица, на којима је постигао три гола. У јануару 2020. се прикључио новосадском Пролетеру. За овај клуб је наступио пет пута током пролећног дела сезоне 2019/20. у Суперлиги Србије. У сезони 2020/21. је наступао за Будућност из Добановаца. Такмичарску 2021/22. је провео у Борцу из Шајкаша са којим је наступао у Српској лиги Војводина. У првом делу сезоне 2022/23. је носио дрес београдског Радничког у Првој лиги Србије. Крајем 2022. потписао је за Железничар из Инђије, члана Војвођанске лиге. Од сезоне 2023/23. поново је заиграо за Хајдук из Бешке.